# Alfred Oberzaucher
Alfred Oberzaucher (* 10. März 1948 in Wien) ist ein österreichischer Tanzwissenschaftler und Ballett-Dramaturg an der Wiener Staatsoper.
Oberzaucher wirkte von 1976 bis 2013 als Tanzexperte des Balletts der Wiener Staatsoper. Er ist seit 1985 mit der Wiener Tanzwissenschaftlerin Gunhild Schüller verheiratet.

## Veröffentlichungen (Auswahl)
- Gunhild Oberzaucher-Schüller, Alfred Oberzaucher, Thomas Steiert: Ausdruckstanz: eine mitteleuropäische Bewegung der ersten Hälfte des 20. Jahrhunderts. Wilhelmshaven Florian Noetzel, 1992.
- Hommage in memoriam Rudolf Nurejew: Choreographien von Rudolf Nurejew aus Schwanensee, Dornröschen und Raymonda. Wiener Staatsoper. Wien, 1993.
- Wiener Staatsopernballett 1622–1997, die Legende geht weiter. Österreichischer Bundestheaterverband, Wien 1997, 80 S.
- Aschenbrödel. Ballett in drei Akten. Neufassung von Renato Zanella nach einem Libretto von Hermann Heinrich Regel und dem Entwurf von Albert Kollmann. Choreographie und Inszenierung: Renato Zanella, Musik: Johann Strauss (Sohn); Premiere: Mittwoch, 22. Dezember 1999. Wiener Staatsoper 1999, 80 S.
- (mit Therese Gassner und Peter Blaha): Wiener Staatsoper. 140 Jahre Haus am Ring 1869–2009 (= Katalog zur Ausstellung des Staatsopernmuseums). [Hrsg.: Wiener Staatsoper GmbH]. Wien 2010, Verlag Der Apfel ISBN 978-3-85450-506-8
- Andreas Láng, Oliver Láng, Alfred Oberzaucher: Spielplan – Direktion Gustav Mahler 1897–1907 (anlässlich des 100. Todestages des Komponisten, Dirigenten und Hofoperndirektors Gustav Mahler…) / Wiener Staatsoper. Mai 2016. 160 S.